# Trochetiopsis ebenus
Trochetiopsis ebenus (Engels: dwarf ebony of Saint Helena ebony) is een plantensoort uit de kaasjeskruidfamilie (Malvaceae). Het is een kleine laag groeiende struik die een groeihoogte bereikt van 1 meter. 
De soort komt voor op het eiland Sint-Helena. Hij groeit daar op dorre heuveltoppen nabij de kust, te midden van struikgewas. De soort staat op de Rode Lijst van de IUCN geklasseerd als 'kritiek'.